# Маріка-ельф
Ма́ріка-ельф (Cinnyris pulchellus) — вид горобцеподібних птахів родини нектаркових (Nectariniidae). Мешкає в Африці на південь від Сахари.

## Опис
Довжина птаха становить 10 см. У самців в період розмноження довжина хвоста збільшується ще на 5 см. Голова самця чорна, верхня частина тіла зелена, металево-блискуча, груди чорнвоні, боки і живіт жовті. Центральні стернові пера видовжені. Забарвлення самиць переважно коричневе, нижня частина тіла у них жовта. Дзьоб тонкий, вигнутий, пристосований до живлення нектаром..

## Підвиди
Виділяють два підвиди:
- C. p. pulchellus (Linnaeus, 1766) — від Мавританії і Сенегалу на південь до Сьєрра-Леоне і на схід до Еритреї, західної Ефіопії і північно-західної Кенії;
- C. p. melanogastrus Reichenow, 1899 — Кенія і Танзанія.

Деякі дослідники вважають підвид C. p. melanogastrus окремим видом Cinnyris melanogastrus.

## Поширення і екологія
Маріки-ельфи живуть в саванах, сухих чагарникових заростях, на полях і морських узбережжях, в садах. Живляться нектаром і комахами. В кладці 1-2 яйця.

## Галерея

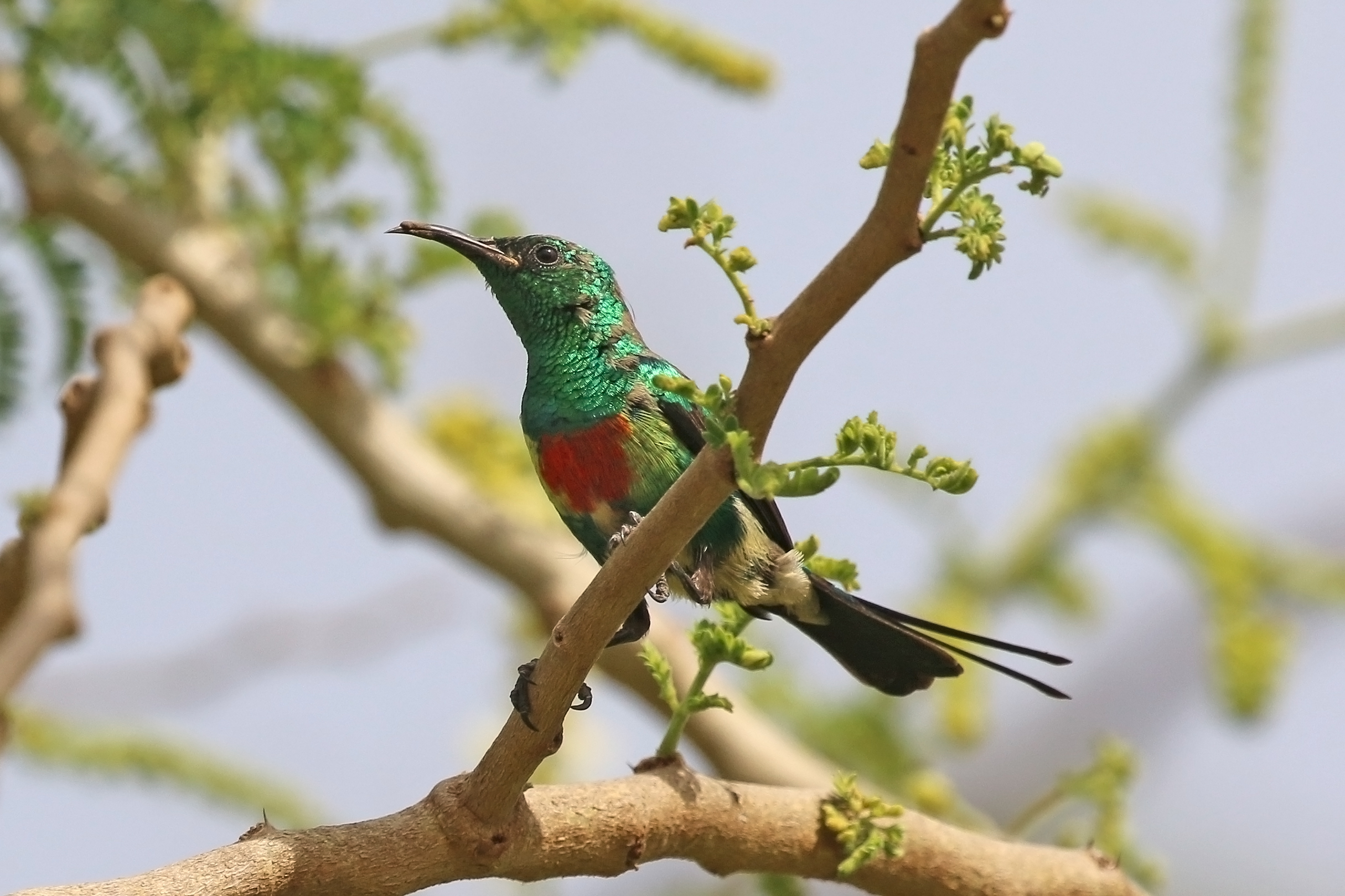
Самець маріки-ельфа (підвид C. p. pulchellus, Гамбія)
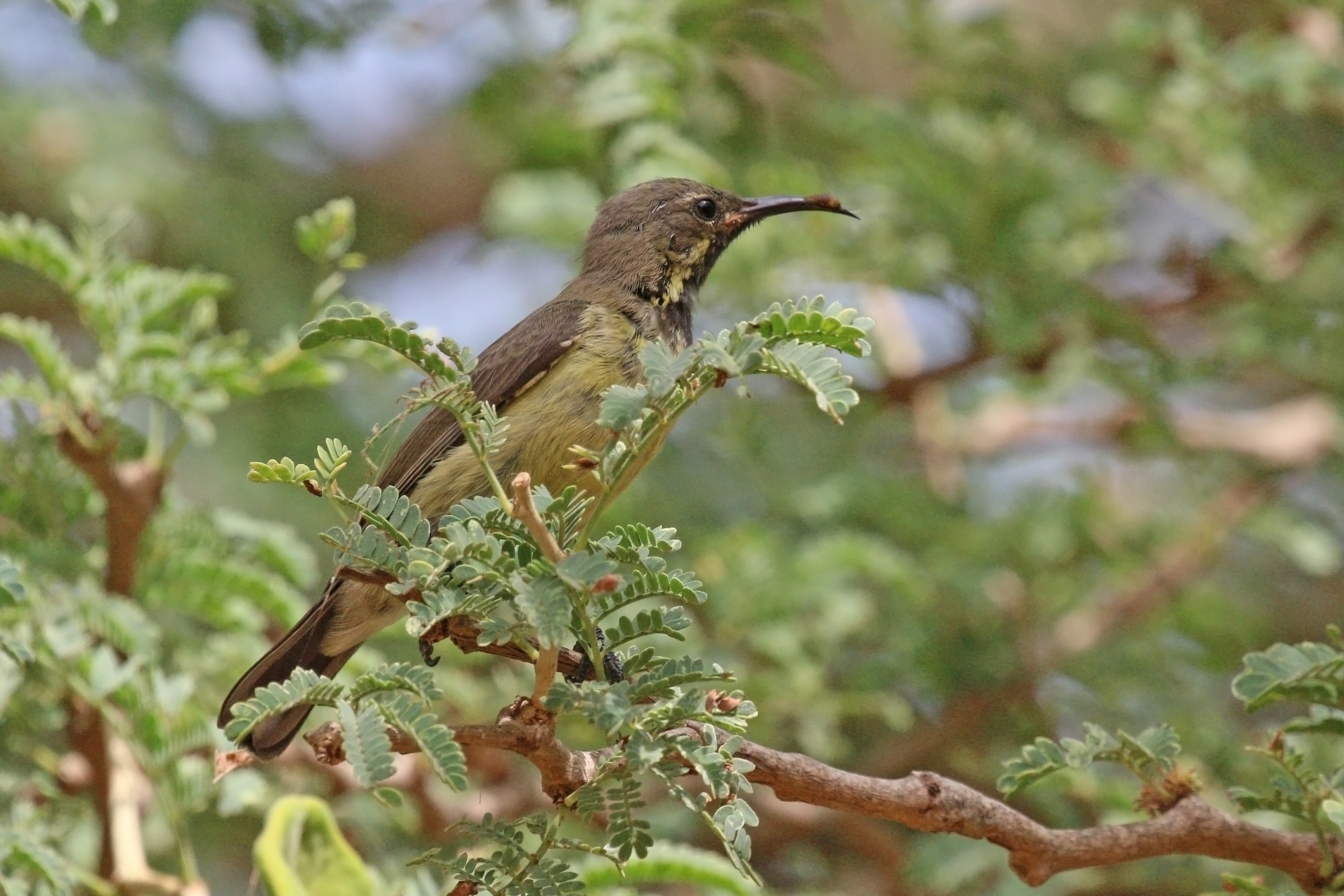
Молода маріка-ельф  (підвид C. p. pulchellus, Гамбія)
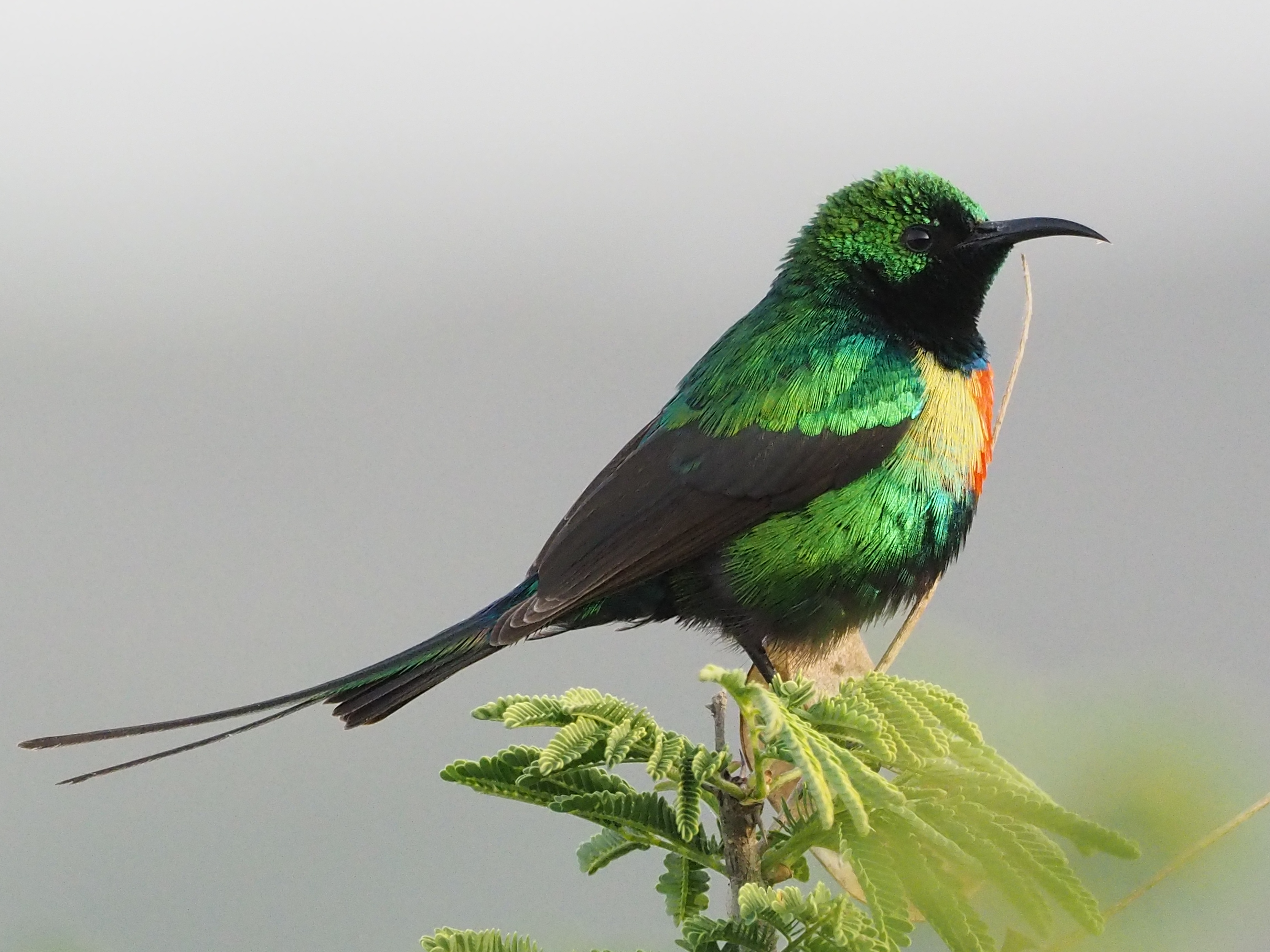
Самець маріки-ельфа (підвид C. p. melanogastrus Ефіопія)
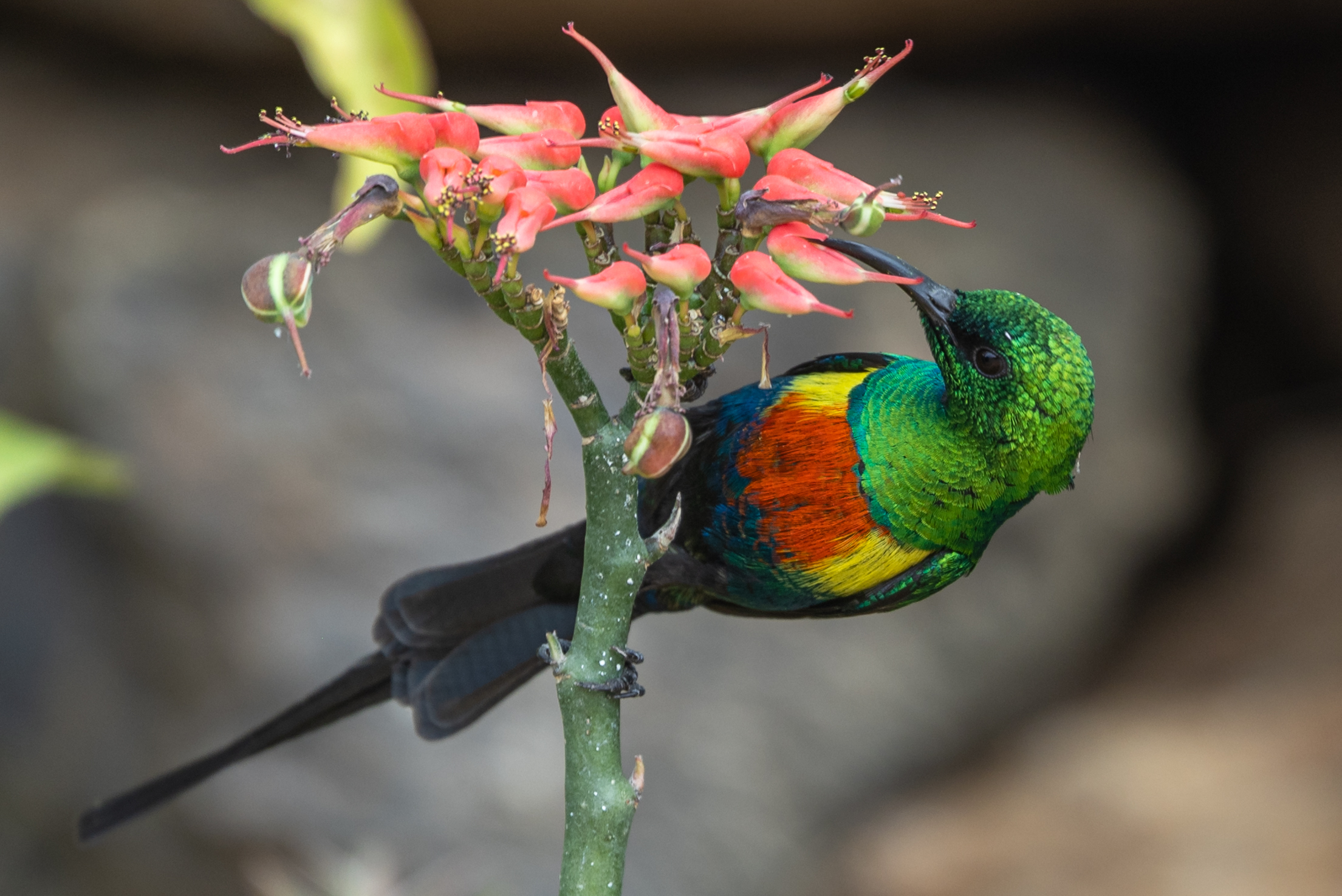
Самець маріки-ельфа (підвид C. p. melanogastrus Кенія)